# Danute Bankaitis-Davis
Danute Monika „Bunki“ Bankaitis-Davis (* 2. Januar 1958; † 29. Januar 2021) war eine US-amerikanische Radrennfahrerin und Weltmeisterin.
Danute Bankaite-Davis, „Bunki“ genannt, war eines von zehn Kindern; sie hatte vier Schwestern und fünf Brüder. Ihre litauischstämmigen Eltern, die sehr traditionell waren, versuchten, sie vom Sport abzuhalten, ihre Brüder unterstützten ihren sportlichen Ehrgeiz jedoch. Zunächst spielte sie Volleyball in der Schule. Erst relativ spät begann sie auf Anregung ihres späteren Ehemannes mit dem Leistungsradsport, auch weil sie an Fußproblemen litt.
1988, im Alter von 30 Jahren, errang Bankaitis-Davis ihren ersten großen Sieg, als sie die Norwegen-Rundfahrt gewann. Im selben Jahr startete sie bei den Olympischen Spielen in Seoul im Straßenrennen und belegte den 14. Platz. 1990 gewann sie die Tour de Toona und belegte in der Gesamtwertung der Norwegen-Rundfahrt Platz zwei. 1992 wurde sie Weltmeisterin im Mannschaftszeitfahren, gemeinsam mit Janice Bolland, Jeanne Golay und Eve Stephenson. Anschließend trat sie zurück.
Schon vor ihrer Radsport-Laufbahn hatte Danute Bankaitis-Davis ein Studium der Chemie beendet. Nach ihrem Rücktritt vom aktiven Sport arbeitete sie in der Forschung und war Vizepräsidentin einer Firma für Molekular-Medizin.